# Clarissa Tércio
Erica Clarissa Borba Cordeiro de Moura (Recife, 26 de dezembro de 1984), mais conhecida como Clarissa Tércio, é uma política brasileira filiada ao Progressistas (PP). É deputada federal pelo estado de Pernambuco.

## Biografia
Em 2018 foi eleita deputada estadual no Pernambuco, pelo Partido Social Cristão (PSC), com 50.789 (1,13% dos válidos) votos.
Em agosto de 2020, Clarissa Tércio envolveu-se em polêmica ao ser contra o processo abortivo realizado em uma menina de 10 anos que foi estuprada pelo próprio tio.
Em 2022, foi eleita deputada federal por Pernambuco pelo Progressistas (PP), sendo a segunda mais votada, com 240.511 votos (4,82%).

## Vida pessoal
Natural do Recife, a parlamentar é casada com Júnior Tércio, (pastor vice-presidente da Assembleia de Deus – Ministério Novas de Paz), mãe de 02 (duas) filhas: Clara e Alice.

## Desempenho eleitoral
| Ano  | Eleição                 | Partido | Candidata a       | Votos   | %     | Resultado | Ref   |
| ---- | ----------------------- | ------- | ----------------- | ------- | ----- | --------- | ----- |
| 2018 | Estaduais em Pernambuco | PSC     | Deputada Estadual | 50.789  | 1,13% | Eleita    | [ 5 ] |
| 2022 | Estaduais em Pernambuco | PP      | Deputada Federal  | 240.511 | 4,82% | Eleita    | [ 6 ] |